# Lunule (bivalve)
Pour les articles homonymes, voir lunule.

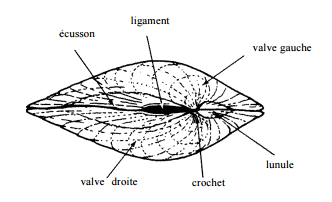
Crochet, écusson et lunule de bivalve.

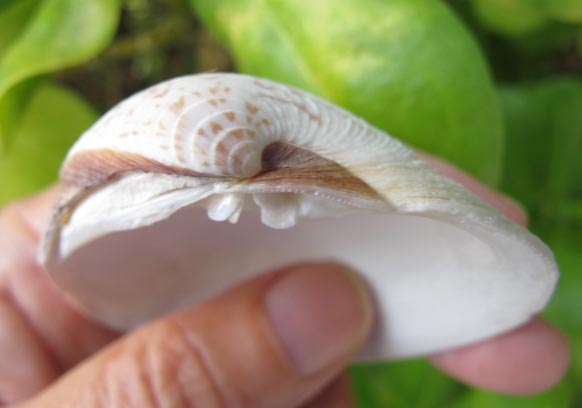
Valve gauche de Mercenaria campechiensis montrant son umbo et la lunule (surface brune) à sa droite.

La lunule est une surface développée de chez certains Bivalves le long de leur bord dorsal en avant des crochets de leurs valves. Comme l'écusson (ou corselet, dépression dorsale située en arrière des crochets et dans laquelle le ligament se prolonge), cette zone déprimée se distingue du reste de la coquille par son ornementation, ce qui est un élément de diagnose.
La ligne de jointure des valves qui se développe depuis le crochet est appelée la commissure. Elle passe par la lunule et l'écusson.